# Lill-Långtjärnen (Linsells socken, Härjedalen)
Lill-Långtjärnen är en sjö i Härjedalens kommun i Härjedalen och ingår i Dalälvens huvudavrinningsområde.